# Glaphyria peremptalis
Glaphyria peremptalis là một loài bướm đêm trong họ Crambidae.